# Tatosoma fasciata
Tatosoma fasciata är en fjärilsart som beskrevs av Alfred Philpott 1914. Tatosoma fasciata ingår i släktet Tatosoma och familjen mätare. Inga underarter finns listade i Catalogue of Life.